# Лункшоара (Мехединци)
Лункшоара (рум. Luncșoara) насеље је у Румунији у округу Мехединци у општини Броштени. Oпштина се налази на надморској висини од 165 m.

## Становништво
Према подацима из 2002. године у насељу је живело 334 становника, од којих су сви румунске националности.